# Cryptocentrus koumansi
Cryptocentrus koumansi är en fiskart som först beskrevs av Whitley, 1933.  Cryptocentrus koumansi ingår i släktet Cryptocentrus och familjen smörbultsfiskar. Inga underarter finns listade i Catalogue of Life.